# Samuel Fuller
Samuel Fuller (12. srpna 1912 – 30. října 1997) byl americký filmový režisér, scenárista, herec a romanopisec.
Narodil se ve Worcesteru v Massachusetts do židovské rodiny, matka pocházela z Polska, otec z Ruska. Začínal jako novinář (u novin se ale pohyboval již od dvanácti let coby poslíček) a později spisovatel. Mezi jeho romány patří Burn Baby Burn (1935), Test Tube Baby (1936) a The Dark Page (1944). Ve filmu začínal s psaním scénářů, prvním z nich byl Hats Off (1936). Jako režisér debutoval až v roce 1949 s filmem I Shot Jesse James. Mezi jeho další filmy patří Pickup on South Street (1953), Čtyřicet pušek (1957), Chodba šoků (1963) a Bílý pes (1982). Jako herec vystupoval – kromě svých vlastních filmů – například ve filmech Bláznivý Petříček (1965) Jeana-Luca Godarda, Americký přítel (1977) a Stav věcí (1982) Wima Wenderse, 1941 (1979) Stevena Spielberga a Bohémský život (1992) Akiho Kaurismäkiho.
Během druhé světové války sloužil v 1. pěší divizi Spojených států amerických, o níž natočil film Velká červená jednička (1980). Za své služby v armádě získal Stříbrnou hvězdu, Bronzovou hvězdu a Purpurové srdce.